# Камаша
Кама́ша (порт. Camacha, МФА: [kɐ'maʃɐ]) — селище та муніципальна громада португальського острова Мадейра, в муніципалітеті Санта-Круж. Населення — 7 991 осіб (2001), площа — 19,58 км². Відстань до міста Фуншала — 6,5 км, до міста Санта-Круж — 10 км. Камаша статус селища отримала 10 вересня 1994 року.
За колишнім адміністративним поділом (до набуття Мадейрою статусу автономії у 1976 році) Камаша входила до складу Фуншальського адміністративного округу.
Селище розташоване у внітрішній частині острова, на висоті близько 700 метрів над рівнем моря, і оточене лісами лаурісілви. Північна частина селища і муніципальної громади є більш гористою.
Основним видом діяльності місцевого населення є зайнятість у сільському господарстві. Крім того, виділяють традиційні ремесла — Камаша відома своєю фабрикою по виробництву виробів з лози.
Діє 7 фольклорних колективів, діяльністю яких є насамперед танці і музика.

## Цікаві факти
У 1875 році в Камаші було зіграно перший футбольний матч в Португалії. Сьогодні на згадку про цю подію у селищі встановлено пам'ятник.

## Галерея зображень

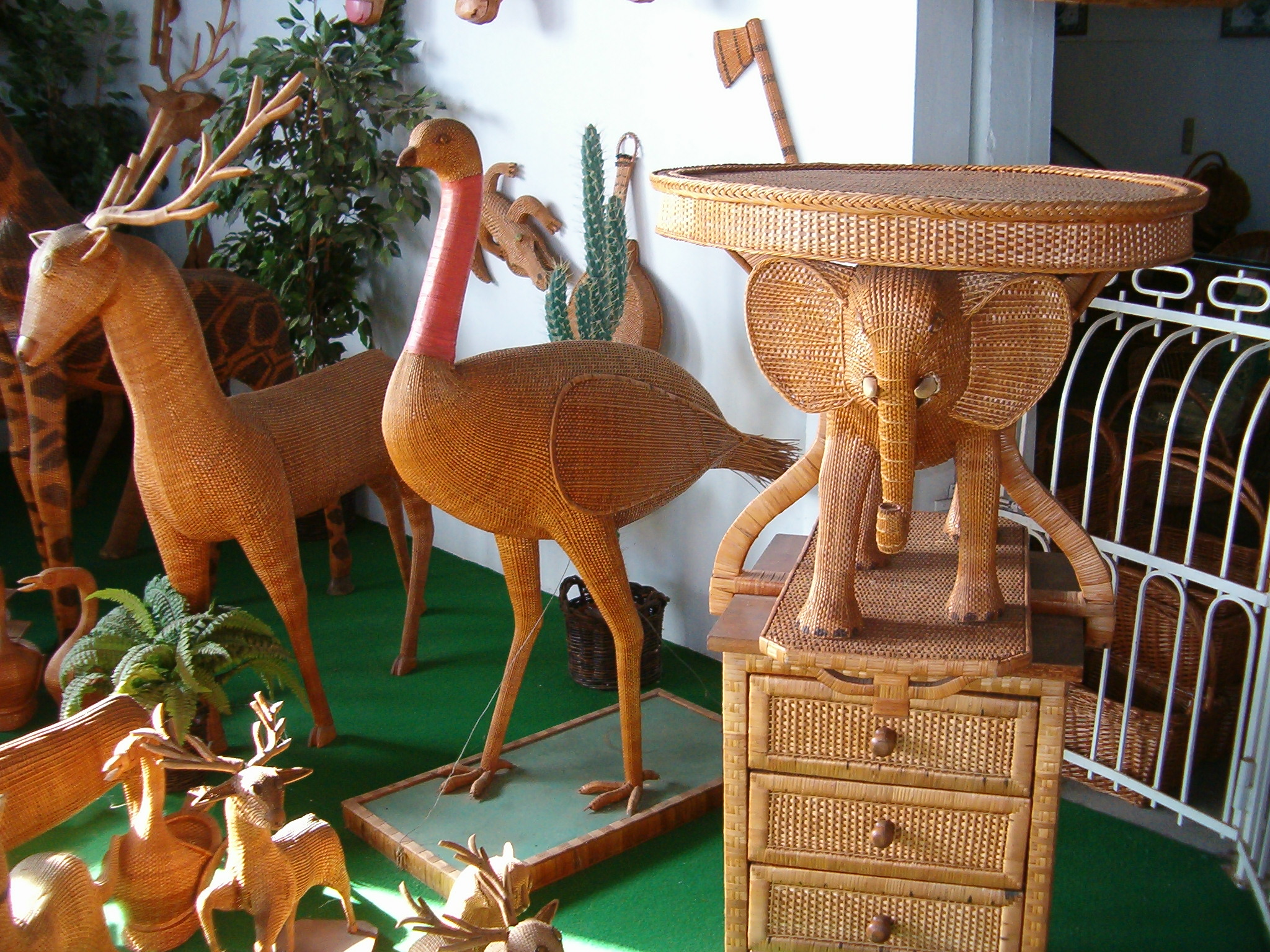
Усередині Фабрики виробів з лози
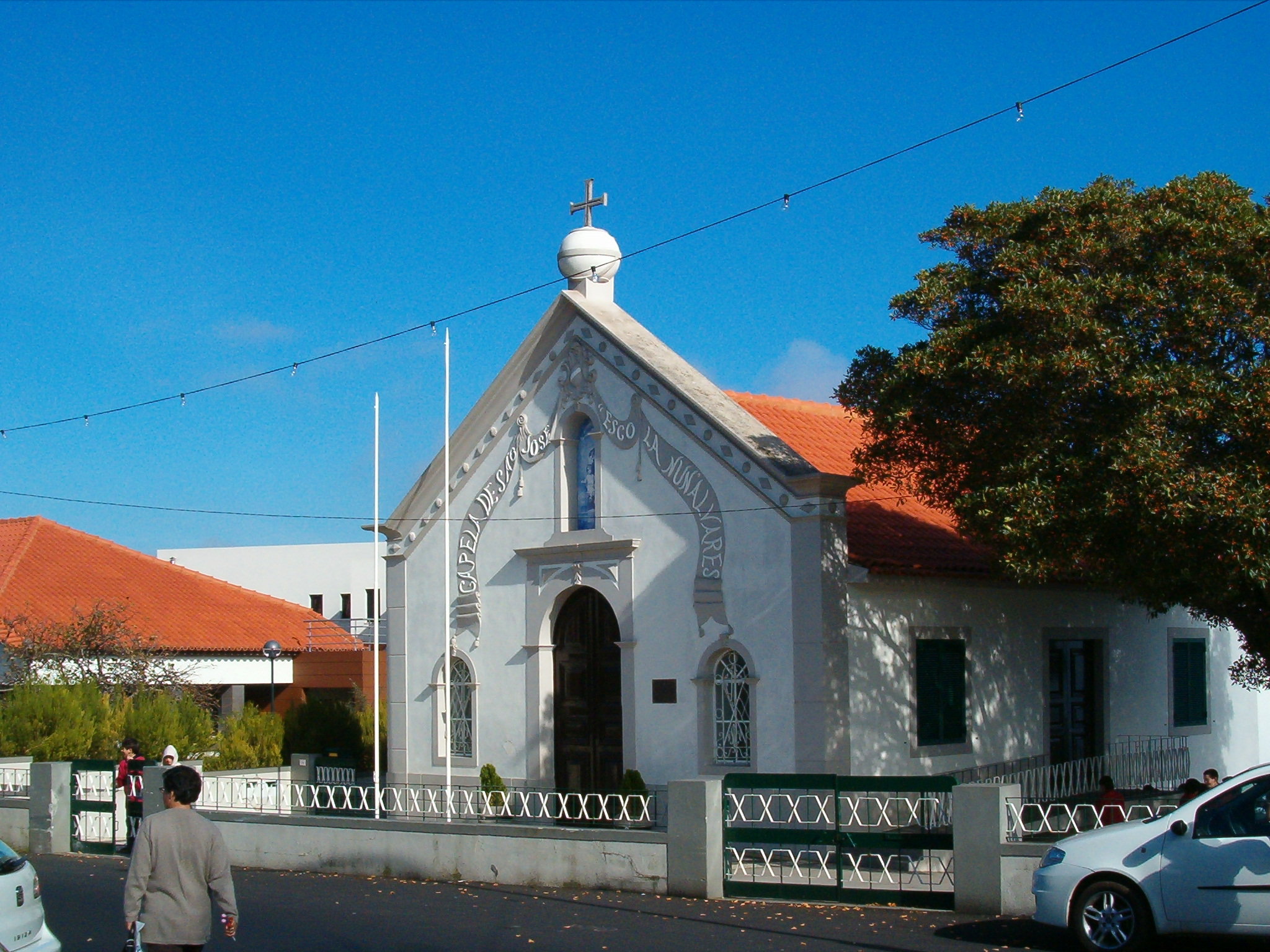
Каплиця в центрі селища Камаша